# Strakonice
Strakonice cseh város Csehország Dél-csehországi kerületének Strakonicei járásában. Lakosainak száma 23 278  (2008. 12. 31).

## Története
A települést a 12. század második felében hozták létre. Ekkoriban kezdődött el a vár építése. 1367-ben Strakonice városi rangot kapott.

## A vár
A strakonicei várat a befolyásos Bavor család építtette a 13. század elején. A család lakhelye a várban volt. Később a vár egy részét a Szent János Rend lovagjainak adományozták. A 15. század kezdetére az egész vár és az azt körülvevő birtok a Szent János Rend lovagjainak tulajdonába került. A 16. században a várat teljesen felújították, ekkor a rend vezetőinek reprezentatív lakhelye lett. Napjainkban a vár egy részében múzeum működik.

## A városhoz tartozó települések
- Dražejov u Strakonic
- Hajská
- Modlešovice
- Nové Strakonice
- Přední Ptákovice
- Střela
- Strakonice

## Testvérvárosok
- Lengnau, Berne, Svájc
- Bad Salzungen, Németország
- IJsselstein, Hollandia
- Borough of Calderdale, Egyesült Királyság

## Népesség
A település népessége az elmúlt években az alábbi módon változott:
| Lakosok száma | 5183 | 8733 | 7723 | 11 743 | 22 611 | 23 800 | 22 908 | 22 754 | 22 214 | 22 522 |
|               | 1869 | 1890 | 1921 | 1950   | 1980   | 2001   | 2017   | 2019   | 2022   | 2024   |

## Fordítás
- Ez a szócikk részben vagy egészben  a   Strakonice című angol Wikipédia-szócikk fordításán alapul.  Az eredeti cikk szerkesztőit annak laptörténete sorolja fel. Ez a jelzés csupán a megfogalmazás eredetét és a szerzői jogokat jelzi, nem szolgál a cikkben szereplő információk forrásmegjelöléseként.